# Nicole Brandebusemeyer
Nicole Brandebusemeyer est une footballeuse allemande née le 9 octobre 1974 à Georgsmarienhütte évoluant au poste de défenseur.
Avec l'équipe d'Allemagne, elle décroche la médaille de bronze du tournoi olympique de Sydney 2000. 

## Palmarès
- Médaille de bronze aux Jeux olympiques de Sydney en 2000[1]